# Cettia brunnifrons
Cettia brunnifrons е вид птица от семейство Cettiidae.

## Разпространение
Видът е разпространен в Бутан, Китай, Индия, Мианмар, Непал и Пакистан.